# Begleitwuchsregulierung
Als Begleitwuchsregulierung werden in der Forstwirtschaft Maßnahmen der Kulturpflege bezeichnet, bei denen der unerwünschte Begleitwuchs (die Begleitflora) beseitigt oder zurückgedrängt wird.

## Verfahren der Begleitwuchsregulierung
Nur wenn der Begleitwuchs die Forstpflanzen auf größerer Fläche ernsthaft gefährdet, muss er zurückgedrängt werden. Möglichkeiten  dafür sind:
| biologisch | Aussaat von Kulturpflanzen      |
| mechanisch | Bodenbearbeitung, Freischneiden |
| chemisch   | Ausbringen von Herbiziden       |

### Biologische Begleitwuchsregulierung
Die biologische Begleitwuchsregulierung ist auf maschinell bodenbearbeiteten Freiflächen möglich. Dabei werden bodenverbessernde landwirtschaftliche Nutzpflanzen eingesät, die Forstpflanzen nicht verdämmen. Sie sollen unerwünschte Pflanzen am Keimen und aufwachsen hindern. Die Bodenbearbeitung wird mit Hackmaschinen und Grubbern durchgeführt. Diese sind an Schmalspurschleppern montiert. Das Verfahren wird angewandt in Kulturen und Saaten auf Freiflächen, wo bereits Bodenbearbeitung stattfand.

### Mechanische Begleitwuchsregulierung
Dies reicht vom einfach Handverfahren bis hin zuschleppergetriebenen Geräten:
- Sichel und Sense
- Schwedisches Ziehmesser
- Heppe
- Freischneider
- Motormäher mit Frontbalkenmäher
- Mulchgerät am Einachsschlepper
- Anbaumulchgerät an landwirtschaftlichem Schlepper

#### Handarbeit
Die Handarbeit mit Sicheln wird wegen der hohen Kosten nur ausnahmsweise durchgeführt. Dies kann notwendig sein, wenn von Gras überwachsene Kulturen ausgemäht werden müssen. Sie werden mit einer Hand geführt, die andere bleibt frei zum Tasten, Suchen und Ablegen von Mähgut. Wegen der gebückten Arbeitshaltung sind Sicheln ergonomisch ungünstig. Sensen und Langstielsicheln erlauben dagegen eine aufrechte Körperhaltung; sie sind daher vorzuziehen.
Sensen mit Blattlängen über 50 cm eignen sich nur für das flächige Mähen. Bei starkem Bewuchs mit Brombeeren ist ein Freischneiden mit Sicheln und Sensen sehr schwierig. Hier kommt die Langstielheppe zum Einsatz. Mancherorts  wird die Brombeere mit derben Lederhandschuhen ausgerissen, um ein Wiederaustreiben zu verhindern.

#### Maschinelle Arbeiten
Motorgetriebene Freischneidegeräte steigern die Leistung auf das 2-4 fache gegenüber der reinen Handarbeit. Als Schneidwerkzeug eignen sich hierfür das Dickichtmesser oder das Metall-Grasschneideblatt. Außer dem Spritzschutz ist zusätzlich ein Stützteller anzubringen, der für ausreichenden Abstand zum Boden sorgt. Freischneider belasten allerdings den Maschinenführer durch Gewicht, Lärm, Vibrationen und Abgase. Probleme bereiten weiche, verfilzte, vertrocknete sowie regennasse Gräser oder auch stark entwickelte Brombeerranken. Motormäher mit Frontbalkenmäher und Einachsschlepper mit Mulchgerät erfordern saubere, möglichst hindersfreie Flächen, gleichmäßige Reihenabstände und geraden Reihenverlauf.
Anbaumulchgeräte für landwirtschaftliche Schlepper oder Schmalspurschlepper stehen in verschiedenen Arbeitsbreiten zur Verfügung. Der Einsatz von Anbaumulchgeräten an landwirtschaftlichen Schleppern ist zwar bis zu einer Hangneigung von 40 % möglich, führt aber zu Bodenverdichtung, verlangt weitere Pflanzenabstände und ist daher kaum gebräuchlich.
Die Kulturen können unterschiedlich intensiv freigeschnitten werden:
- vollflächig (Flächenschnitt)
- teilflächig (Grassenschnitt, Auskesseln)

Beim Flächenschnitt überwiegen eindeutig die Nachteile:
- der Boden liegt frei und kann austrocknen,
- plötzliche Besonnungen kann bei empfindlichen Pflanzen zu vermindertem Wachstum führen,
- tief abgeschnittene Gräser schlagen schnell und kräftig wieder aus,
- der Lebensraum für Wild und Kleinlebewesen ist eingeschränkt.

Bei sehr üppig entwickelter Kahlschlagsvegetation oder starkem Wachstum von Adlerfarn kann der Flächenschnitt angebracht sein. Es sollten daher Vergleichsflächen angelegt werden, die nicht oder nur teilflächig bearbeitet wurden. Der Grasschnitt, bzw. das Auskesseln, haben nicht bloß aus Kostengründen Vorteile, da nur der Bereich um den Baum ausgemäht wird. Beim Auskesseln mit dem Freischneidegerät beginnt man mit dem Mähen links neben der Pflanze, führt das Schneidewerkzeug in einer Kreisbewegung nach vorne, anschließend wieder zurück und mäht dann auf der rechten Seite. Da hierbei leicht einzelne Pflanzen abgeschnitten werden, sollte ein Auskesselschutz angebracht werden. Größere Pflanzen werden mit dem Schutzrohr zur Seite gedrückt. Verdämmende Weichlaubhölzer (z. B. Aspe) können bis Daumenstärke sehr gut mit dem schwedischen Ziehmesser beseitigt werden.

### Chemische Begleitwuchsregulierung
Die chemische Begleitwuchsregulierung sollte möglichst unterbleiben. Die mit ihr verbundenen Risiken sind relativ hoch. Der Umgang mit Pflanzenschutzmitteln erfordert besondere Vorsicht und ein hohes Maß an Verantwortungsbewusstsein. Pflanzenschutzmittel können bei nicht vorschriftsgemäßem Einsatz erhebliche Gefährdungen und Schäden verursachen:
- Gefährdung des Anwenders;
- Umweltschäden (Boden, Wasser. Luft, Nahrungskette);
- Rückstände in den Pflanzen;
- Ausbildung widerstandsfähiger Schädlinge;
- Ausschalten von Nützlingen.

Deshalb ist die Anwendung chemischer Mittel immer letztes Mittel im integrierten Pflanzenschutz.